# Bodo Krause (Mathematiker)

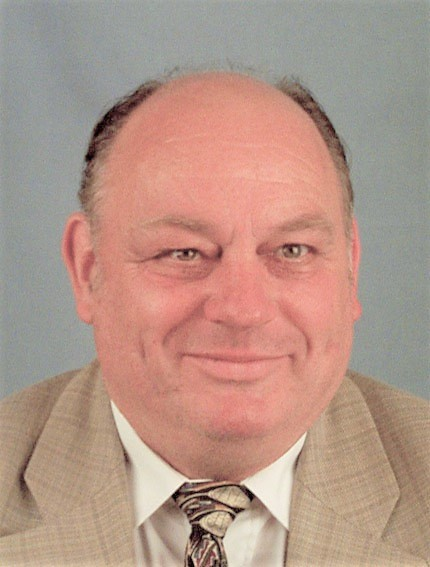
Bodo Krause (2019)

Bodo Krause (* 1. Mai 1942 in Berlin) ist ein deutscher Mathematiker und Universitätsprofessor für Psychologische Methodenlehre. Er ist als Klix- und Budach-Schüler ausgewiesen.

## Ausbildung
Bodo-Joachim Krause wurde in Berlin als Sohn des Technikers Herbert Krause und seiner Ehefrau, der Damenschneiderin Anneliese Krause, geb. Jahnke, geboren. Nach dem Besuch der 7. Volksschule sowie der 7. und 8. Grundschule im Stadtbezirk Berlin-Prenzlauer Berg von 1948 bis 1956 folgte danach die Erweiterte Oberschule „Karl Friedrich Schinkel“ in diesem Stadtbezirk, und er legte hier 1960 das Abitur ab.
1960 erfolgte zunächst eine Vorimmatrikulation für das Studium der Mathematik ab Studienjahr 1961 an der Humboldt-Universität zu Berlin (HUB), verbunden mit einem Praktischen Jahr als Maschinenarbeiter im Werk für Fernsehelektronik Berlin als Voraussetzung zur Studienzulassung. Anschließend folgte von 1961 bis 1966 ein Studium der Mathematik an der Humboldt-Universität, Institut für Mathematik (Institutsdirektor: Hans Reichardt). 1966 erlangte er seinen Studienabschluss als Diplom-Mathematiker mit einer Diplomarbeit auf dem Gebiet der Algebra freier Halbgruppen.
1970 promovierte er auf dem Gebiet der Mathematischen Psychologie zum Dr. rer. nat. mit einer Dissertation zum Thema  Formale Darstellung von kognitiven Strukturen und kognitiven Prozessen in informationsverarbeitenden Systemen (Gutachter: Friedhart Klix, Lothar Budach, Hans-Jürgen Lander). Im selben Jahr erfolgte die Verleihung der facultas docendi (Lehrbefähigung) für Mathematische Psychologie und Elektronische Datenverarbeitung. 1980 erlangte Bodo Krause seine Promotion B (äquivalent zur Habilitation) zum akademischen Grad Dr. sc. nat. mit einer Dissertation zur Analyse der Informationsverarbeitung in kognitiven Prozessen (Gutachter: Friedhart Klix, Hans-Jürgen Lander, Jürgen Guthke).

## Wissenschaftliche Professionen
Seinen Berufseinstieg vollzog Bodo Krause 1963 bis 1966 als Hilfsassistent am „Institut für Mathematik“ der HUB. Anschließend war er von 1966 bis 1970 Wissenschaftlicher Assistent am Institut für Psychologie der HUB unter der Leitung von Friedhart Klix, das 1968 zur Sektion Psychologie wurde. 1967 erhielt er die Berufung als Mitglied der zentralen Arbeitsgemeinschaft Datenverarbeitung der HUB. 1968 übernahm Bodo Krause die Gründung und Leitung einer „Forschungsgruppe Problemlösen“ im Bereich Allgemeine Psychologie des Instituts für Psychologie der HUB.
In den Jahren 1970 bis 1983 hatte Krause die Dienststellung eines Wissenschaftlichen Oberassistenten an der im Zuge der 3. Hochschulreform 1968 neu gegründeten Sektion Psychologie inne (Sektionsdirektoren: Gerhard Rosenfeld, Friedhart  Klix, Hans-Dieter Schmidt und Klaus-Peter Timpe). Im Zeitraum 1982 bis 1985 war er mit der Leitung des Staatsauftrages „Rechnergestützte Bildschirmarbeitsplätze“ mehrerer Forschungsgruppen der Sektion Psychologie betraut.
In den Jahren von 1982 bis 1991 übte Bodo Krause die Funktion eines Stellvertretenden Sektionsdirektors für Forschung an der Sektion Psychologie aus. 1983 wurde er als Hochschullehrer in die Position eines Hochschuldozenten für Allgemeine Psychologie an der Sektion Psychologie der Humboldt-Universität zu Berlin durch den Minister für Hoch- und Fachschulwesen berufen. Von 1986 bis 1989 oblag ihm die Leitung des Staatsauftrages „Analyse interaktiver Problemlöseprozesse“ mehrerer Forschungsgruppen der Sektion Psychologie. Nahezu zeitgleich von 1986 bis 1990 war er mit der Leitung der Forschungsgruppe „Interaktives Problemlösen“ im Bereich Allgemeine Psychologie der Sektion Psychologie beauftragt.
1986 erfolgte die Berufung zum außerordentlichen Professor an der Sektion Psychologie der Humboldt-Universität zu Berlin durch den Minister für Hoch- und Fachschulwesen. 1987 wurde er als Projektverantwortlicher im Rahmen des Themas 10 über wissenschaftlich-technische Zusammenarbeit BRD/DDR eingesetzt. Weiterhin wurde ihm die Leitung des psychologischen Teils des interdisziplinären Forschungsthemas „Netzwerkmaschinen“ der Mathematisch-Naturwissenschaftlichen Fakultät der HUB übertragen.
Im Zeitraum von 1989/1990 war er mit der Leitung des Arbeitsstabs zum Aufbau und als designierter Direktor eines neu zu gründenden Instituts für Psychologie an der Akademie der Wissenschaften der DDR (AdW) beauftragt. Durch die Abwicklung der AdW im Verlaufe der deutschen Wiedervereinigung wurde dieses Projekt jedoch nicht mehr realisiert.
Seit 1990 leitete Bodo Krause das Forschungsseminar „Lernen und Problemlösen“ am neu geschaffenen Fachbereich Psychologie der Humboldt-Universität zu Berlin. Er wurde von 1990 bis 1992 zum Mitglied der Sprechergruppe der Initiative zur Gründung einer „Fachgruppe Methodenlehre“ in der Deutschen Gesellschaft für Psychologie. Bis 2007 war er in dieser neu gegründeten Fachgruppe aktiv.
In dieser Zeit war er auch Forschungskoordinator am Institut für Experimentelle Psychologie des Fachbereichs Psychologie an der HUB. 1992 erfolgte die Ernennung von Bodo Krause zum Universitätsprofessor für das Gebiet der Psychologischen Methodenlehre am Fachbereich Psychologie der Humboldt-Universität zu Berlin. Im Zeitraum 1993 bis 2014 war er Vorsitzender des „Zentrums für empirische Evaluationsmethoden e. V.“, danach wurde er dessen Ehrenvorsitzender.
Bodo Krause war von 1994 bis 1998 Geschäftsführender Direktor des Instituts für Psychologie der Humboldt-Universität, anschließend bis zum Jahr 2000 dessen Stellvertretender Geschäftsführender Direktor. In den Jahren 1998 bis 2001 war er Dekan der Mathematisch-Naturwissenschaftlichen Fakultät II. Von 2002 bis 2004 war er nochmals Geschäftsführender Direktor des Instituts für Psychologie.
2001 wurde Bodo Krause zum Mitglied der Gelehrtengesellschaft Leibniz-Sozietät der Wissenschaften zu Berlin gewählt. Hier übte er die Funktion als Geschäftsführer der Stiftung der Freunde der Leibniz-Sozietät von 2007 bis 2013 aus. Von 2008 bis 2015 gehörte er dem Wissenschaftlichen Beirat der Leibniz-Sozietät an, von 2011 bis 2015 war er Covorsitzender des Wissenschaftlichen Beirats der Leibniz-Sozietät für die Klasse Naturwissenschaften.
Nach Erreichen der Altersgrenze von 65 Jahren im Jahre 2007 wurde Bodo Krause 2008 in den Ruhestand entlassen.
Bodo Krause ist seit 1972 mit der promovierten Philologin Marlis Krause, geb. Zschernig, verheiratet und lebt mit seiner Frau in Berlin. Das Ehepaar hat einen Sohn Bernd Krause (* 1975), der Mathematik und Betriebswirtschaftslehre an der HUB studierte und 2002 sein Studium als Diplom-Kaufmann abschloss.

## Auslandsaufenthalte
Bodo Krause weilte zu Gastvorlesungen sowie zum wissenschaftlichen Erfahrungsaustausch und zur Diskussion forschungsstrategischer Fragestellungen seines Fachgebietes vielfach an ausländischen Universitäten und Akademien:
Aix-en-Provence, Universität, 1979; Amsterdam, Universität, 1983; Barcelona, Universität, 1993; Birmingham, Universität, 1984; Brüssel, Universität, 1987, 1992; Budapest, Ungarische Akademie der Wissenschaften, 1988; Budapest, Universität, 1988; Kraków, Universität, 1987; Madrid, Universität (1994); Montpellier, Universität, 1985; Montreal, Universität, 1996; Nijmegen, Universität, 1989; Paris, Universitäten, 1986, 1988, 1992; Poznań, Universität, 1987; Prag, Akademie der Wissenschaften, 1973, 1976; Utrecht, Universität, 1986; Varna, Bulgarische Akademie der Wissenschaften, 1970.

## Lehrgebiete
Zu den wesentlichen Gebieten, auf denen Bodo Krause Lehrverpflichtungen übernommen hatte, gehören:
- Psychologische Methodenlehre: psychologische Forschungsmethoden und ihre Bewertung, Mess-, Test- und Fragebogentheorie, experimentelle Methoden und Versuchsplanung
- Angewandte Statistik: Methoden, Anwendungen und Beziehungen zur Versuchsplanung und psychologischen Methodik
- Einführung in Grundlagen, Prinzipien und Anwendungen der elektronischen Datenverarbeitung
- Methoden und Modelle der diagnostischen Verfahrenstheorie
- Kybernetische Analysen geistiger Prozesse
- Mathematische Psychologie: Grundlagen und Anwendungen
- Psychologische Testtheorie und -konstruktion
- Differentielle Analysen kognitiver Prozesse
- Lernen im Denken und Problemlösen
- Einführung in die rechnergestützte Methodenlehre
- Multiple und multivariate Datenanalyse
- Veränderungsmessung und Methodenevaluation
- Grundzugänge und methodische Prinzipien der Evaluationsforschung

## Forschungsgebiete
Seit 1962 hat Bodo Krause als wesentliche Forschungsgebiete bearbeitet:
- Analyse und Modellierung von Strukturbildungsprozessen in Erkennungsprozessen
- Analyse und Modellierung von Prozessen der semantischen Informationsverarbeitung
- Analyse interindividueller Differenzen bei der Strategiebildung und beim Lösen von Problemen
- Struktur  und Funktionsmechanismen von kognitiven Lernprozessen
- Analyse und Modellierung kognitiver Lernschritte mit sequentiellen und parallelen Methoden der Informationsverarbeitung
- Modelle und Methoden der Veränderungsmessung (klassische Modelle, Itemantwortmodelle, ARIMA-Modellierungen, Strukturgleichungsmodelle, Sprungstellenidentifikation)
- psychophysiologische Indikation geistiger Anstrengungen in Lern- und Problemlöseprozessen
- Modelle und Methoden im diagnostischen Urteilsprozess und zur Bestimmung von Urteilerübereinstimmungen
- Wissenserwerb und Wissensnutzung beim Lernen und Problemlösen
- Struktur  und Invarianzerkennung in Denkprozessen
- kognitionspsychologische Grundlagen der Mensch-Rechner-Interaktion
- Analyse interaktiver Problemlöseprozesse
- kognitionspsychologische Grundlagen der Gestaltung von Lernprozessen
- Problemlösen und Intelligenztestleistungen

## Mitgliedschaften und Ehrungen (Auswahl)
- seit 1980 Mitglied in der Gruppe Europäischer Mathematischer Psychologen
- 1982–1990 Mitglied der Mathematisch-Naturwissenschaftlichen Fakultät des Wissenschaftlichen Rates der Humboldt-Universität zu Berlin (HUB)
- 1986–1990 Mitglied des Wissenschaftlichen Rates der Sektion Psychologie der Universität Leipzig
- 1987–1990 Mitglied des Rates des Interdisziplinären Zentrums für Informatik an der HUB
- 1988–1990 Mitglied des Wissenschaftlichen Rates für Psychologie in der DDR
- 1990–2007 Mitglied der Deutschen Gesellschaft für Psychologie
- seit 1993 Mitglied und Vorstandsvorsitzender des Zentrums für empirische Evaluationsmethoden; Ehrenvorsitzender
- 1998–2007 Mitglied der Mathematisch-Naturwissenschaftlichen Fakultät der HUB
- 1998–2001 Dekan der Mathematisch-Naturwissenschaftlichen Fakultät II der HUB
- seit 2001 gewähltes Mitglied der Leibniz-Sozietät der Wissenschaften zu Berlin
- 2007–2013 Geschäftsführer der Stiftung der Freunde der Leibniz-Sozietät
- 2011–2014 Vorsitzender des Wissenschaftlichen Beirats der Leibniz-Sozietät

## Ergebnisse der Lehr- und Forschungsarbeit

### Ausgewählte Schriften
Bodo Krause hat mehr als 100 wissenschaftliche Veröffentlichungen hervorgebracht, die auf seinen interdisziplinären Forschungen beruhen (Psychologie / Mathematik / Kybernetik / Informationsverarbeitung). Hervorzuheben ist sein mit P. Metzler gemeinsam geschaffenes Lehrbuch „Angewandte Statistik“ für die Ausbildung von Psychologen, Medizinern, Biologen und Pädagogen, das breit angewendet wurde und in zwei Auflagen erschienen ist (1983, 1988).
- F. Klix und B. Krause: Zur Definition des Begriffs „Struktur“, seiner Eigenschaften und Darstellungsmöglichkeiten in der Experimentalpsychologie. Z. Psychol. 176, 1969.
- Formale Darstellung von kognitiven Strukturen und kognitiven Prozessen in informationsverarbeitenden Systemen. Dissertation A, Humboldt-Universität zu Berlin, Mathematisch-naturwissenschaftliche Fakultät. Berlin 1970.
- Zur Analyse der Informationsverarbeitung in kognitiven Prozessen. Dissertation B,  Humboldt-Universität zu Berlin, Mathematisch-naturwissenschaftliche Fakultät, Senat des Wissenschaftlichen Rates. Berlin 1980 (Äquivalenzbescheinigung zur Habilitation vorliegend).
- F. Klix und B. Krause (Hrsg.): Psychological Research Humboldt Universität 1960, 1980. Berlin 1980.
- Zur Analyse der Informationsverarbeitung in kognitiven Prozessen.  Z. Psychol. Suppl. 2, 1981.
- B. Krause und P. Metzler: Angewandte Statistik. Lehr- und Arbeitsbuch für Psychologen, Mediziner, Biologen und Pädagogen. Deutscher Verlag der Wissenschaften, Berlin 1983, 2. Auflage 1988, ISBN 978-3-326-00245-3.
- Problems and approaches in computer aided problem solving. Z. Psychol. 197, 1988.
- Experimentelle Beiträge zum kognitiven Lernen. In: Experimentalpsychologie heute – 100 Jahre Zeitschrift für Psychologie. Z. Psychol. Suppl. 11, 1991.
- Kognitives Lernen – Ansätze und experimentelle Befunde. Z. Psychol. 200, 1992.
- Towards a theory of cognitive learning. In: J. Brzesinski, B. Krause, T. Maruszewski (Hrsg.) Idealization in Psychology. Amsterdam 1996.
- B. Krause und U. Gauger: Learning and use of invariances: Experiments and network simulation. In: J. Brzesinski, B. Krause, T. Maruszewski (Hrsg.): Idealization in Psychology. Amsterdam 1996.
- Probleme der Veränderungsmessung im Rahmen der Evaluationsmethodik. In: B. Krause und P. Metzler (Hrsg.): Veränderungsmessung und Interventionsevaluation. ZeE-Publikationen, Reihe empirische Forschungsmethoden, Bd. 1. Berlin 1997.
- Grundprobleme der Nutzung nicht-metrischer Daten in der Evaluationsforschung. In: B. Krause und P. Metzler (Hrsg.): Nicht-metrische Daten in der Evaluationsforschung. ZeE-Publikationen, Reihe empirische Forschungsmethoden, Bd. 2. Berlin 1997.
- P. Metzler und B. Krause: Methodischer Standard bei Studien zur Therapieevaluation. MPR Online, Bd. 2, 1998.
- Lernpsychologische Differenzierung des Erwerbs generalisierten Wissens. In: E. Witruck (Hrsg.). Differentielle Lernpsychologie – Grundlagen und Anwendungsfelder. Leipzig: Universitätsverlag 1998.
- B. Krause und S. Klein: Validierung von Modellen der qualitativen Prä- und Posttest-Analyse. In: B. Krause, P. Metzler (Hrsg.). Qualitative Veränderungsmessung und Veränderungsevaluation. ZeE-Publikationen, Reihe empirische Forschungsmethoden, Bd. 3. Berlin 1999.
- B. Krause und S. Klein: Qualitative Veränderungsmessung und Veränderungsevaluation. ZeE-Publikationen, Reihe empirische Forschungsmethoden, Band 3. Berlin 1999.
- B. Krause und S. Klein: Validierung des Modells der kategorialen Prä-Posttest-Analyse. In: Witruk, E.; Lander, H. J. (Hrsg.): Informationsverarbeitungsanalysen. Kognitionspsychologische und messmethodische Beiträge. Leipzig: Universitätsverlag 1999.
- Entwicklungstendenzen mathematischer Methoden in der psychologischen Forschung. Z. Psychol. 208, 357–384, 2000.
- B. Krause und W. Krause (Hrsg.): Psychologie im Kontext der Naturwissenschaften. Festschrift für Friedhart Klix zum 75. Geburtstag. Abhandlungen der Leibniz-Sozietät, Bd. 12. Berlin: trafo Wissenschaftsverlag 2004.
- Bedingungen und Formen kognitiven Lernens. LIFIS-Online, 2012. https://www.leibniz-institut.de/archiv/krause_b_15_03_12.pdf
- Bewertungsaspekte psychologischer Messmodelle im Lichte der Messkunst von Carl Friedrich Gauß. ZeE-Publikationen, Reihe empirische Evaluationsmethoden, Bd. 17, 93–100, 2013.
- Der Einfluss der Kybernetik auf die psychologische Forschungsmethodik. Internetzeitschrift Leibniz Online, Jahrgang 2013, Nr. 15.
- Entwicklung der Wechselwirkung von akademischer und außerakademischer Forschung aus Sicht der experimentellen Psychologie in Berlin. Sitzungsberichte der Leibniz-Sozietät, 118, 133–147. Berlin: trafo Wissenschaftsverlag 2014.
- Der Einfluss der Kybernetik auf die psychologische Forschungsmethodik. In: Klaus Fuchs-Kittowski und Rainer E. Zimmermann (Hrsg.). Kybernetik, Logik, Semiotik – Philosophische Sichtweisen. Abhandlungen der Leibniz-Sozietät der Wissenschaften, Bd. 40, 173–188. Berlin: trafo Wissenschaftsverlag 2015.
- Zum Verständnis von Information aus naturwissenschaftlich-psychologischer Sicht. In: Frank Fuchs-Kittowski und Werner Kriesel (Hrsg.): Informatik und Gesellschaft. Festschrift zum 80. Geburtstag von Klaus Fuchs-Kittowski. Frankfurt a. M.; Bern; Bruxelles; New York; Oxford; Warszawa; Wien: Peter Lang Internationaler Verlag der Wissenschaften, PL Academic Research 75–86, 2016.
- Entwicklungen und Probleme bei der Modellierung psychischer Prozesse. ZeE-Publikationen, Reihe Wissenschaftlich Veranstaltungen, Bd. 7, 21–33, 2017.
- Interdisziplinarität in der experimentellen Psychologie – Erinnerungen an Friedhart Klix. Sitzungsberichte der Leibniz-Sozietät, Bd. 135, 61–73. Berlin: trafo Wissenschaftsverlag 2018.

### Gutachten
Bodo Krause wurde zu wissenschaftlichen Gutachten auf einem breiten akademischen Feld gebeten:
- Journal of Mathematical Psychology
- Psychometrica
- Zeitschrift für Psychologie
- Zeitschrift für experimentelle und angewandte Psychologie
- Sprache und Kognition
- Gutachten zur Professorabilität von Kandidaten für Hochschulen in Berlin
- Mitwirkung in Berufungskommissionen für Hochschulen in Berlin

### Wissenschaftsorganisatorische Leistungen
Bodo Krause erbrachte organisatorische Leistungen für das wissenschaftliche Leben auf seinem Fachgebiet durch Vorbereitung und Leitung von Tagungen und Workshops sowie deren Nachbereitung durch veröffentlichte Tagungsberichte:
- Inhaltliche und organisatorische Leitung der 19. Jahrestagung der Mathematischen Psychologen Europas (EMPG), Berlin 1988.
- Vorsitz der Zentrums für empirische Evaluationsmethoden (seit 1993)
- Inhaltliche und organisatorische Leitung der 3. Tagung der Fachgruppe Methoden in der Deutschen Gesellschaft für Psychologie 1997
- Inhaltliche und organisatorische Leitung der Workshops „Empirische Evaluationsmethoden“ 1995–2018 und Mitherausgeber der ZeE-Publikationen, Reihe „Empirische Forschungsmethoden“ Bände 1 (1997) bis 22 (2018)
- Mitherausgeber der Reihe „Wissenschaftliche Veranstaltungen“ des Zentrums für empirische Evaluationsmethoden Bände 1 (2001) bis 7 (2017)

Zum akademischen Umfeld von Bodo Krause gehörte die verantwortete Betreuung von mehr als 10 Promotionen zum Dr. rer. nat. und von Habilitationen.